# L'uomo dinamite
L'uomo dinamite (Fools' Parade) è un film del 1971, diretto da Andrew V. McLaglen con protagonista James Stewart, basato sull'omonimo romanzo di Davis Grubb.

## Trama
Dopo quarant'anni di lavori forzati, il vecchio minatore Matt riceve 25.000 dollari ed
esce con due amici per aprirsi un emporio. Ma il proprietario della banca cui erano stati affidati i soldi e un poliziotto corrotto gli daranno filo da torcere.